# 샤노샤트네
샤노샤트네 (Chanoz-Châtenay 프랑스어 발음: [ʃa.no.ʃa.tə.nɛ])는 프랑스 오베르뉴론알프 앵주의 코뮌이다. 옛 교구 '샤노' (Chanoz)와 옛 봉토 '샤트네' (Châtenay)를 통합하여 생겨난 코뮌으로, 2015년부터 보나 캉통에 속하게 되었다..

## 지리

### 위치
샤노샤트네는 브레스사부야르드와 동브 지역 사이에 위치해 있으며 보나 마을 근처에 있다. 부르캉브레스에서는 서쪽으로 17km, 마콩에서는 남동쪽으로 26km, 리옹에서는 북쪽으로 60km, 파리에서는 남동쪽으로 420km 떨어진 위치에 있다. 행정구역상으로는 보나 캉통과 부르캉브레스 아롱디스망에 속한다.
인구의 대부분은 샤노샤트네 읍내에 집중되어 있지만 코로베르 마을이나 그랑주누아르 마을처럼 코뮌 전역에 걸쳐 여러 가구가 산재해 있다. 코뮌 서쪽으로는 보나, 동쪽으로는 샤베리아와 접하며 남쪽으로는 뇌빌르담, 콩데시아와 경계를 이루고 있다.

### 하천과 수자원
샤노샤트네를 흐르는 가장 큰 강은 이랑스 강으로, 뇌빌르담에서 발원하여 샤노샤트네 남부를 지난 뒤 샤베리아로 간다. 샹드비지아 마을에서는 아르콩 하천이라고 하는 계곡이 발원해 보나로 흐르며 나중에는 벨 강으로 합류한다. 또 레게 (Les Guets)라는 지역에서는 카요트 하천이 발원하여 북쪽으로 보나까지 흐른 뒤 아르콩 하천에 합류한다.
샤노는 동브 지역에 속해 있기 때문에 남쪽 지역에 연못이 몇 곳 있다. 먼저 샤노샤트네에서 가장 큰 연못인 코로베르 연못은 936번 도로와 부셰 숲 사이에 위치해 있으며, 서쪽에는 코로베르와 비슷한 크기의 베르니옹 연못이 있다. 두 호수는 콩데시아 코뮌과 걸쳐 있는데 이 코뮌 역시 동브 지역에 속해 있기도 한다. 이밖의 조그만 연못으로는 두 군데가 있는데, 르그랑주 마을에 있으며 이랑스 강과 마주하고 있는 르그랑주 호수, 비올레 숲 서쪽에 자리한 샹드레탕 호수가 있다.

샤노샤트네의 지도

### 교통
샤노즈의 도로망은 프랑스의 여느 코뮌과 마찬가지로 여러 개의 코뮌급 도로로 짜여져 있다. 다만 도급 도로 (지방도)도 두 개가 지나간다. 하나는 D80b 도로로 샤노샤트네의 주된 도로이며 그 중심부를 정확히 통과한다. 뇌빌르담에서 출발해 샤베리아 마을까지 이어진다. 다른 하나는 D936 도로로 샤노샤트네 남부를 통과하며 서쪽으로는 뇌빌르담, 샤티용쉬르샬라론, 생트리비에쉬르무아냥으로, 동쪽으로는 몽라콜 (레투알, 라카피탈 마을), 뷔엘라 (코르주농 마을), 생드니레부르, 부르캉부르스로 이어진다. 도 전체로 보면 생디디에드포르망에서 도르탕까지 잇는다.

## 역사

### 이름

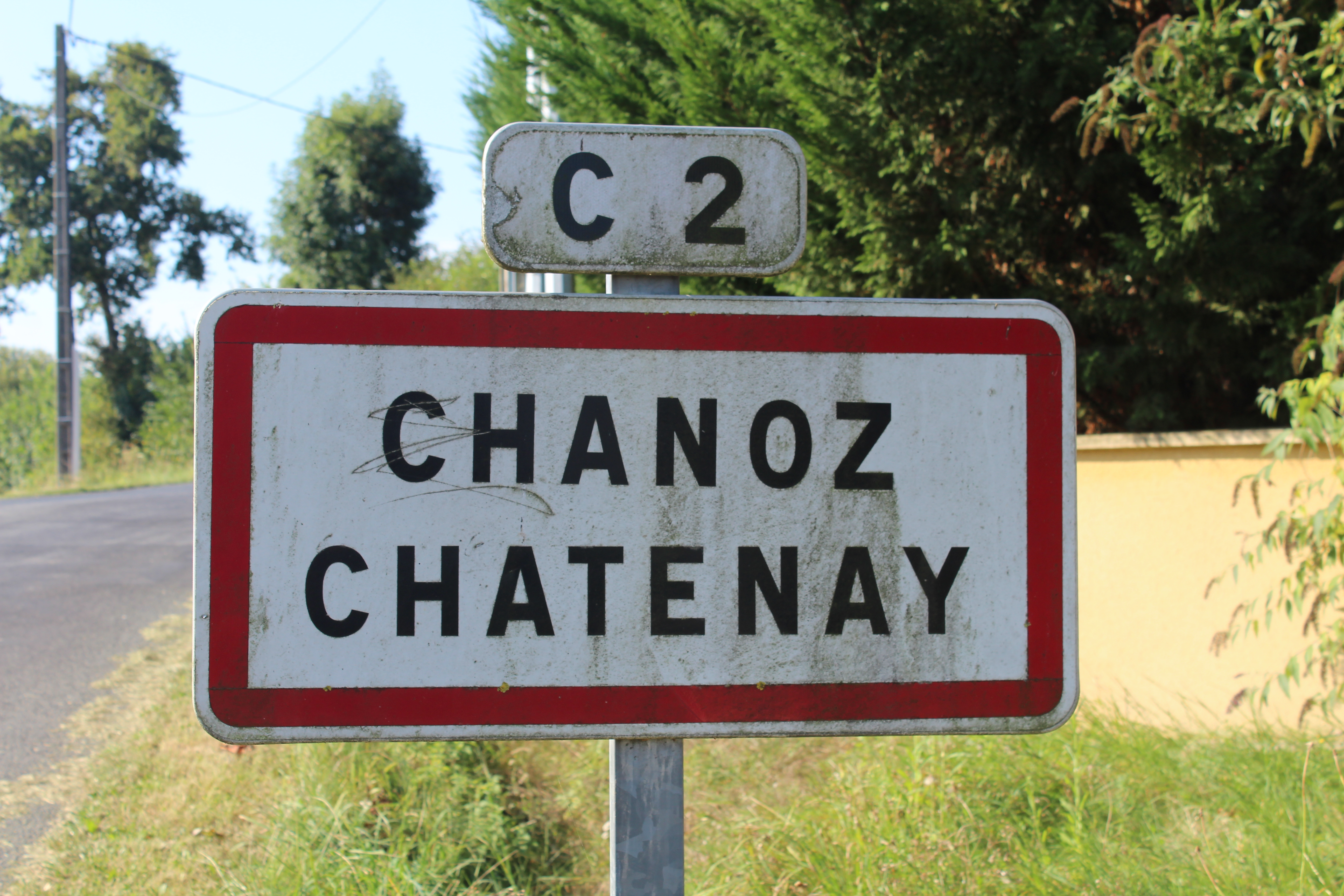
코뮌 입구를 알리는 표지판

샤노 (Chanoz)라는 명칭은 오크나무를 뜻하는 갈리아어 'cassanos'에서 유래하였다. 샤트네 (Châtenay) 역시 나무 이름인 '샤테니에' (le châtaignier, 밤나무)에서 유래하였다.
샤노샤트네라는 통합된 이름이 처음으로 언급된 것은 1670년 부슈 조사로, '샤노 샤스타네' (Chanoz Chastaney)라는 이름이었다. 프랑스 혁명이 시작될 즈음이던 1790년 부르고뉴 통계에서는 '샤노샤트네' (Chanoz-Châtenay)라는 이름이 정확히 드러났다. 1792년 삼부회에서는 '샨' (Channes)이라고 칭하였으며, 프랑스 공화력 10년에 출간된 앵 주 연감에서는 '샤노' (Chanoz)라 표기하고 있다. 1847년에는 샤노샤트네 (Chanoz-Châtenay)라는 명칭이 보편화되었다.
샤노의 경우, 993년 클뤼니 헌장에서 '카누스' (Casnus)란 이름으로 처음 언급되었다. 1250년에는 리옹 토지대장에서 '샤스노' (Chasno)라는 지명이 발견되며, 1293년 로뮈스 증서에서는 '샤노' (Chano)라 불렀다. '샤노' (Chanoz)라는 표기가 처음으로 등장한 것은 1495년 밀랍 권리 문서에서였다. 한편 1650년 사뮈엘 기슈농은 '샨' (Chasne)이라 불렀으며, 1734년 부르고뉴 통계에서는 '샤노스' (Chanos)라 칭하기도 했다.
샤트네는 문헌상에 샤노 마을보다 늦게 등장한다. 1265년 로뮈스 증서에서 '샤스타네' (Chastaney)란 명칭이 등장한 게 시초이며, 사뮈엘 기슈농이 쓴 <브레스와 뷔제의 역사> (Histoire de la Bresse et du Bugey)에 따르면 1536년경에는 '샤타네' (Chatanay)라 불렀다 한다. 또 1650년에는 '샤스트네' (Chastenay)라 칭하기도 하였다. 도브레 보고서에 따르면 18세기에 들어서야 지금의 샤트네라는 지명이 보편화되었다고 한다.

### 내력
샤노는 1000년 경 카스네시스 영지의 수도로 클뤼니 수도원의 헌장에 언급된다. 이후로는 생마르탱이라는 교구가 되어 리옹 대주교가 성직록 수여를 맡았다. 1378년에는 보죄 경이 이끄는 군에게 교회가 약탈당했다. 생마르탱 교구는 봉건질서에 따라 샤트네 공작령에 속하게 되었으며 이때부터 샤노와 샤트네는 이미 통합되어 있었다.
샤트네는 원래 영지였으며 중저급 치안권과 성이 있었다. 마을명과 같은 이름인 샤트네 귀족이 소유했던 땅이었으며 그 종주권은 바주 경이 지니고 있었다. 샤트네 이후로는 차례대로 펠랑, 몽스페에게 소유권이 넘어갔으며 후자의 경우 1573년에 퐁드벨 백작으로부터 높은 수준의 치안권을 부여받았다. 이후로는 사보이아 공작의 소유로 넘어갔다.
1601년 프랑스-사보이아 전쟁이 끝나고 리옹 조약이 체결되면서 샤노 교구와 샤트네 공작령은 프랑스에 귀속되었으며, 브레스, 뷔제, 발로메, 페드젝스로 흡수되었다. 이후로는 부르귀뇬 주로 넘어가게 되었다.
18세기에는 두 지역이 처음으로 하나의 지역으로 기능하게 되었으며, 그 행정청은 샤노 마을에 두게 되었다. 1790년부터 1795년까지는 샤티용르동브 캉통과 샤티용르동브 구에 속하게 되었다.

## 인구
| 연도 | 인구 | ±%    |
| ---- | ---- | ----- |
| 2005 | 606  | —     |
| 2006 | 617  | +1.8% |
| 2007 | 652  | +5.7% |
| 2008 | 671  | +2.9% |
| 2009 | 688  | +2.5% |
| 2010 | 706  | +2.6% |
| 2011 | 713  | +1.0% |
| 2012 | 732  | +2.7% |
| 2013 | 756  | +3.3% |
| 2014 | 780  | +3.2% |
| 2015 | 804  | +3.1% |
| 2016 | 833  | +3.6% |

## 명소
- 샤트네 성 - 11세기에 지어진 옛 성으로 15세기에 다시 지어졌다. 샤트네 봉주가 살던 성으로 1987년 2월 18일 프랑스 사적지로 지정되었다.
- 생마르탱 교회 - 읍내에 자리한 교회로 11세기에서 12세기 로마네스크 양식을 띄고 있다. 1378년 보죄 경의 군대가 약탈했던 그 장소이기도 하다. 교회 종탑은 프랑스 혁명 시간에 소실되었으나 1831년에 복원되었다.

## 같이 보기
- 앵 주의 코뮌 목록